# سیارک ۱۸۵۵۷۶
سیارک ۱۸۵۵۷۶ (به انگلیسی: 185576 Covichi، نامگذاری:2008BL15) صد و هشتاد و پنج هزار و پانصد و هفتاد و ششمین سیارک کشف شده‌است که در ۲۶ ژانویه ۲۰۰۸ کشف شد.